# Україна - Польща. Синдром пам'яті
Україна — Польща. Синдром пам'яті — український чотирисерійний документально-публіцистичний фільм 2009 року, що розповідає про причини та наслідки українсько-польських конфліктів: Волинської трагедії, Операції «Вісла» тощо.
Серіал розказує про те, де закінчується історична правда і народжується національний міф, і чому в сучасному світі не втрачає актуальності фраза, сказана канцлером Німецької імперії Бісмарком: «Війни виграє не армія, а вчителі історії».

## Знімальна група
- Ідея: Сергій Кічігін при активній участі професора, доктора історичних наук Дмитра Табачника.
- Голос розповідача: Максим Шапка

Фільм знятий на київській студії KINOART.EL production.

## Список інтерв'ю
У фільмі показано інтерв'ю з наступними політиками та громадськими діячами: Олег Тягнибок, Андрій Мохник, Юрій Киричук, Андрій Іллєнко, Володимир Середа, Анатолій Вітів, Олег Панькевич та інші.
Також у фільмі представлені ексклюзивні інтерв'ю: голови УНА-УНСО Юрія Шухевича, автора проекту пам'ятника польським жертвам на Волині, скульптора Мар'яна Конечни, дослідниці волинських подій, польської письменниці Єви Семашко, колишніх в'язнів польського концтабору Явожно, ветеранів УПА, ветеранів 27 Волинської дивізії Армії Крайової.

## Сюжет
Фільм розповідає про українсько-польський конфлікт 1940-х років. Його причини: релігійне, політичне та соціальне гноблення українського населення, діяльність Армії Крайової тощо. 1947 року проведено операцію «Вісла», яка стала етнічною чисткою, здійсненою польським Комуністичним режимом проти українського населення. Операція пролягала у примусовій депортації українців з Лемківщини, Надсяння, Підляшшя та Холмщини на ті території у західній і північній частнах польської держави, що до 1945 належали Німеччині.

### Посерійно

#### 1 серія
Про передумови та наслідки українсько-польського збройного протистояння на Західній Україні у 1930-х роках та у період II Світової Війни. Українські науковці: професор ЛНУ пан Володимир Бадяк, професор кафедри нової та новітньої історії України Волинського національного університету М. М. Кучерепа, завідувач кафедри історії Острозької академії В. В. Трофимович та їх польські колеги — співробітник Люблінського відділення Інституту національної пам'яті Л. Попек, політолог Л. Кулінська розмірковують щодо цих трагічних подій. Зняті місця колишнього компактного проживання поляків на Волині (с. Кисилин Локачинського району Волинської області) та сучасні епізоди з життя польської громади України в м. Коростишів і смт Довбиш Баранівського району Житомирської області.

#### 2 серія
Про історичні передумови, політичне та релігійно-ідеологічне підґрунтя українсько-польського протистояння на Західній Україні в середньовіччі, у 1930-х роках та у період II Світової Війни. Українські науковці: професор Львівського національного університету ім. Івана Франка В. П. Бадяк і доктор історичних наук Д. В. Табачник та їх польські колеги — директор Інституту історії Вроцлавського університету Р. Желебник, політолог Л. Кулінська та інші дають інтерв'ю з цих питань. Зняті місце колишнього компактного проживання поляків на Волині (с. Кисилин Локачинського району Волинської області), міста Коростишів Житомирської області та Кам'янець-Подільський Хмельницької області, польські міста Варшава, Краків і Вроцлав.

#### 3 серія
Про історичні передумови та характер українсько-польського протистояння на Західній Україні у 1930-х роках та у період II Світової Війни. Українські науковці: доктори історичних наук Д. В. Табачник і В. В. Трофимович та їх польські колеги — директор Інституту історії Вроцлавського університету Р. Желебник, політолог Л. Кулінська та інші розмірковують над історичними подіями. Показано: київський скульптор і графік Р. Найда працює над ескізом пам'ятника у власній майстерні. Види міст: Кам'янець-Подільський Хмельницької області, Варшава, Краків і Вроцлав (Польща), Торонто (Канада). Польський скульптор, професор мистецтвознавства М. Конечний представляє макет пам'ятника полякам — жертвам українсько-польського протистояння під час II Світової Війни.

#### 4 серія
Про історичні передумови та характер українсько-польського протистояння на Західній Україні у період II Світової Війни. Українські науковці: доктори історичних наук Д. В. Табачник і В. В. Трофимович та їх польські колеги — директор Інституту історії Вроцлавського університету Р. Желебник, політолог Л. Кулінська та інші дають інтерв'ю з означених питань. Показано: київський скульптор і графік Р. Найда працює над ескізом пам'ятника у власній майстерні. Села Волинської області, де відбувались криваві сутички між поляками та українцями. Види міст Варшава, Краків, Вроцлав, Люблін і Торонто. Польський скульптор, професор мистецтвознавства М. Конечний представляє макет пам'ятника полякам — жертвам українсько-польського протистояння під час II Світової Війни.

## Реліз
Пре'мєра відбулася на ТРК Київ:
- 14 листопада 2009 о 17:10 — «Рай на крові»;
- 15 листопада 2009 о 17:20 — «Аз воздам»;
- 21 листопада 2009 о 17:10 — «Земля палає»;
- 22 листопада 2009 о 17:20 — «Волинські жнива»

Згодом 4-серійний фільм також показали на Першому національному телеканалі, де показ почався 27 вересня 2010 року.
Згодом дві серії (першу та четверту) 4-серійного фільм також показали у Варшаві в рамках «Тижня пам'яті жертв трагічний подій липня 1943 року» у Домі зустрічей з історією, що входив у цикл подій по вшануванню «70-ти річчя Волинської трагедії». У рамках тижня організатори показали 4 документальні стрічки: 3 польські та 1 українську. Показ відбувся 13 липня 2013 року.

## Відгуки
Через тенденційне зображення у фільмі УГКЦ та українських греко-католиків, ряд католичних оглядачів засудили фільм як такий що ображає почуття вірян УКГЦ.
Під час прес-конференції у Луцьку, з критикою фільму виступив тогочасний директор Українського інститут національної пам'яті, історик Валерій Солдатенко, який зазначив що для пояснення історичних польсько-українських конфліктів фільм використав неоднозначний «компенсаційний механізм», що діяв за принципом "От була Волинська трагедія — мала у відповідь бути операція «Вісла».
Серед кінокритиків стрічка отримала змішано-негативні відгуки.